# Pavão (Minas Gerais)
Pavão é um município brasileiro do estado de Minas Gerais, no Vale do Mucuri. Localiza-se à latitude 17º25'40" sul e à longitude 40º59'56" oeste, com altitude de 228 metros. Sua população recenseada em 2022 era de 8 047 habitantes, distribuídos em uma área de 601,190 km².

## Turismo

### Cachoeira dos Andrades
Está localizada  15 km do centro de Pavão, possui corredeiras e bons poços para banho.

### Praças
Mantendo a tradição das cidades do interior de Minas Gerais, as praças de Pavão são pontos de encontros de moradores e visitantes. As principais praças da cidade para serem visitadas são: Praça Lourival Barbosa e a Praça Jaime Trindade.

### Paisagens
As formações rochosas de sua área rural são tidas como uma das mais vistas da região do Vale do Mucuri, sendo a mais famosa, a Pedra do Lambuza. Completam a este cenário a conhecida Lagoa do Come Calado e a paisagem da Usina Hidrelétrica PCH Mucuri, na divisa com o município de Carlos Chagas.

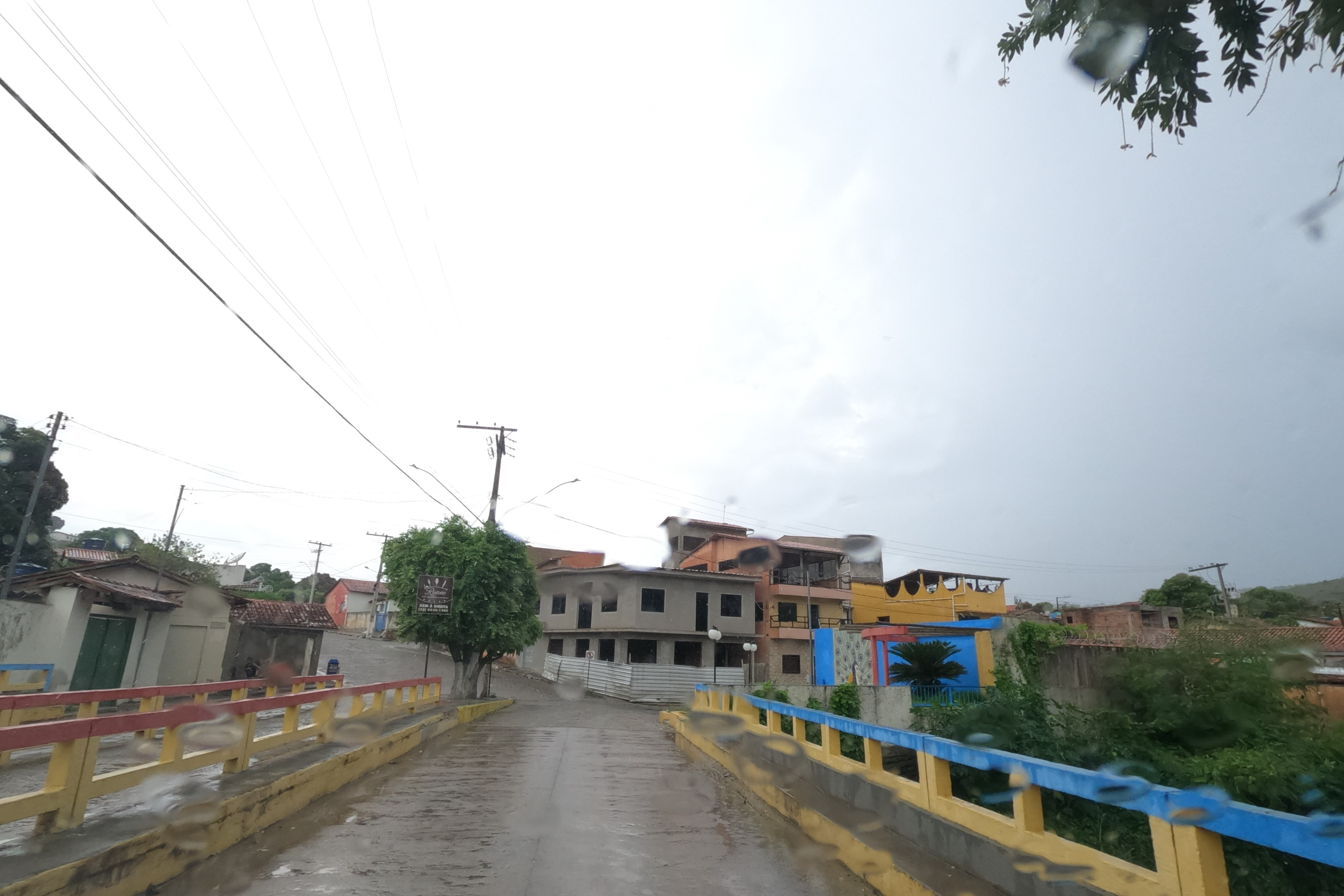
Ponte sobre o córrego do Pavão na cidade
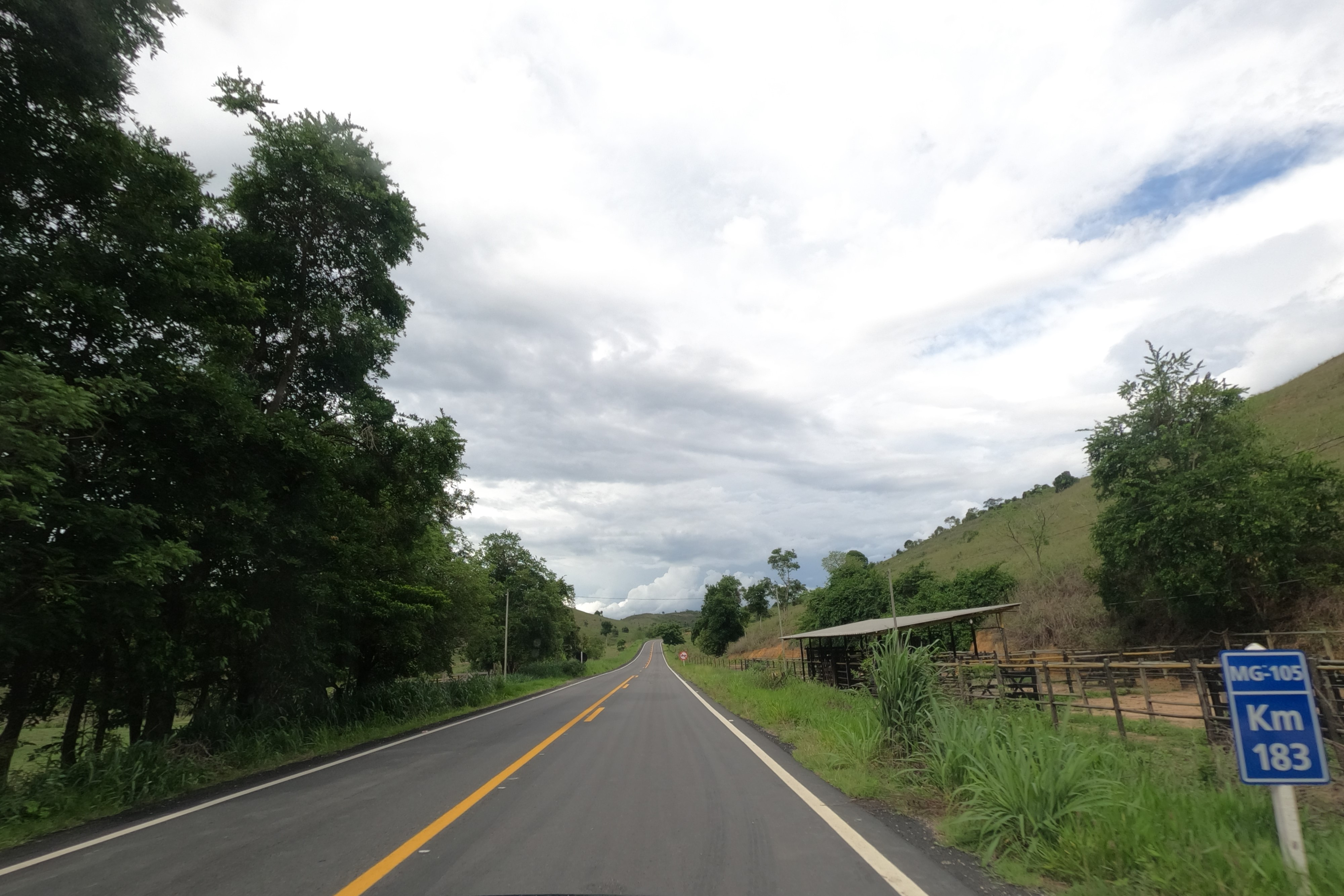
MG-105 no município